# Cabrulus tener
Cabrulus tener är en insektsart som beskrevs av Beamer och Leonard D. Tuthill 1934. Cabrulus tener ingår i släktet Cabrulus och familjen dvärgstritar. Inga underarter finns listade i Catalogue of Life.